# 草坪乡
草坪乡，是中华人民共和国甘肃省陇南市礼县下辖的一个乡镇级行政单位。

## 行政区划
草坪乡下辖以下地区：
后山村、白碌础村、中山村、上坝村、小湾村、下草川村、崖上村、湾里村、草坪村、上山村、王庄村、芍药村和李沟村。